# Suavegotta
Suavegotta (Namensvarianten Suavegotha, Suavegotho; * nach 495; † nach 549) war wahrscheinlich der Name einer Gattin des fränkischen Königs Theuderich I.
Laut dem Zeugnis des Bischofs und Geschichtsschreibers Gregor von Tours (gestorben vermutlich 594) ging Theuderich I. eine Ehe mit der Tochter des burgundischen Königs Sigismund ein, ohne aber ihren Namen anzugeben. Häufig wird diese Gemahlin Theuderichs mit der vom erst im 10. Jahrhundert schreibenden westfränkischen Chronisten Flodoard von Reims erwähnten Königin Suavegotta identifiziert, die der Kirche von Reims während der Amtszeit des Bischofs Mapinius (etwa 549 bis 573) testamentarisch ein Drittel der „ville Virisiaci“ hinterließ. Nach Flodoard hatte Suavegotta eine Tochter namens Theudechild. Die Gleichsetzung von Suavegotta mit der Gattin Theuderichs I. ist aber nicht völlig gesichert.
Eugen Ewig stellte die These auf, dass Suavegotta die erste Ehefrau Theuderichs gewesen sei. Dieser habe danach die Tochter Sigismunds zur zweiten Gattin genommen, deren Name somit unbekannt bliebe.